# Jeziorno (województwo mazowieckie)
Jeziorno – wieś w Polsce położona w województwie mazowieckim, w powiecie radomskim, w gminie Jedlińsk. Ma status sołectwa.
„Jeziorno” nazwa ta pochodzi od jeziora okresowego niegdyś całorocznego, które powstaje w tej miejscowości od wieków. Sołectwo to prawdopodobnie powstało na przełomie XVI-XVII w. n.e.
| SIMC    | Nazwa    | Rodzaj     |
| ------- | -------- | ---------- |
| 0624835 | Wykrętek | przysiółek |

Wierni Kościoła rzymskokatolickiego należą do parafii Niepokalanego Serca Najświętszej Maryi Panny w Bierwcach.

## Położenie
Miejscowość znajduje się w bogato przyrodniczym i również atrakcyjnym miejscu. W odległości 0,6 km od stacji kolejowej w Kruszynie na trasie Warszawa – Radom, oraz w odległości 2 km od kościoła i publicznej szkoły podstawowej w Bierwcach przystosowanej dla dzieci niepełnosprawnych.
Przepływa tu struga, ma ona długość od źródła do ujścia ok. 12 km i łączy się z Tymianką, tworząc wartko płynącą rzekę. W 2011 r. jesienią w strudze tej zostały znalezione białe żółwie. Żółwie albinosy, charakteryzujące się brakiem pigmentu w skórze, co jest spowodowane brakiem melaniny. Na setki tysięcy żółwi, które rodzą się, tylko pięć z nich to albinosy.
Średnio raz lub dwa razy do roku odzywa się prawdziwe „ja” sołectwa Jeziorno. Po roztopach zimowych lub w przypadku obfitych opadów deszczu powstaje jezioro o powierzchni ok. 80 h w miejscu łąk. W północnej części sołectwa rozpoczyna się pasmo Bociania Góra. Najwyższa góra 221 m n.p.m. (na terenie Jeziorna 216 m n.p.m.). Powstało wskutek działalności lądolodu, który w tym miejscu pozostawił nakład gleby. Zaś najniższy punkt w Jeziornie wynoszący 140,1 m n.p.m. znajduje się w dolinie strugi. Różnica wynosi 75,9 m n.p.m. w odległości 850 m.

## Jezioro Okresowe
Jezioro Okresowe pojawia się po roztopach zimowych lub w przypadku obfitych opadów deszczu. wypełnia się ono wodą do 80 ha powierzchni. Jezioro jest wyjątkowo płytkie, ponieważ głębokość waha się od 1 do 3–4 metrów głębokości. Ze zbiornika wypływa niewielka Struga, wcześniej meandrująca i płynąca zakolami, lecz od kilkudziesięciu lat uregulowana. W jeziorze można spotkać ryby takie jak piskorz, karp, okoń, karaś. Dno pokryte jest trawą, mułem i torfem.

## Park sportów zimowych w Jeziornie
Park został zasponsorowany przez mieszkańców sołectwa, został utworzony na wspólnocie wiejskiej w Jeziornie. Gmina nie przyłożyła się do jego budowy. Park posiada półkolistą 10-metrową zjeżdżalnie śnieżną o długości 50 metrów. Wstęp do parku jest bezpłatny, a obiekt jest monitorowany.

## Puszcza Stromiecka
Połowa sołectwa pokryta jest kompleksem leśnym należącym do Puszczy Stromieckiej, którą opiekuje się Nadleśnictwo Dobieszyn. Jest to las pierwotny, lecz przekształcony przez człowieka.
Cytat: „W widłach Pilicy i Wisły – Puszcza Stromiecka”
jest to kompleks leśny leżący w widłach Pilicy Wisły i Radomki. Najstarsza wzmianka o puszczy napisana przez ks. Jana Długosza w 1241r. Dominują tu drzewostany sosnowe z domieszką dębów, brzóz i olszy. Największe powierzchnie zajmują siedliska borowe. Resztki naturalnych drzewostanów puszczańskich chronione są w 5 rezerwatach, oraz przez program natura 2000. Ochroną objęto m.in. ponad 200-400-letnie drzewostany dębowe oraz zbiorowiska leśne łęgów i grądu niskiego z panującą olszą wraz z domieszką jesionu, wiązu, jaworu, klonu, brzozy i sosny. W runie występuje wiele gatunków roślin rzadkich i objętych ochroną, m.in. widłaki, porosty, wawrzynek wilcze łyko, lilia złotogłów, storczyki, orlik pospolity, sasanki, konwalia majowa.
Ciekawy jest świat zwierząt tego kompleksu leśnego. Żyją tu duże ssaki roślinożerne: dzik, łoś, jeleń, sarna i daniel – gatunek obcy w naszej faunie. Do zwierząt drapieżnych należą: łasica, gronostaj, tchórz, tumak, kamionka, lis i borsuk. Pospolicie występują tu liczne gatunki gryzoni, zając szarak, ryjówkowate, kret jeż oraz szereg gatunków nietoperzy.
Bogaty jest świat ptaków. Gnieździ się tu m.in. krzyżówka, bocian biały i czarny, trzmielojad, myszołów, jastrząb, krogulec, jarząbek, puszczyk, sowa uszata, dzięcioły: duży, czarny. zielony, dzięciołek. krętogłów, kraska, sójka, kruk, śpiewak, kwiczoł i grubodziób

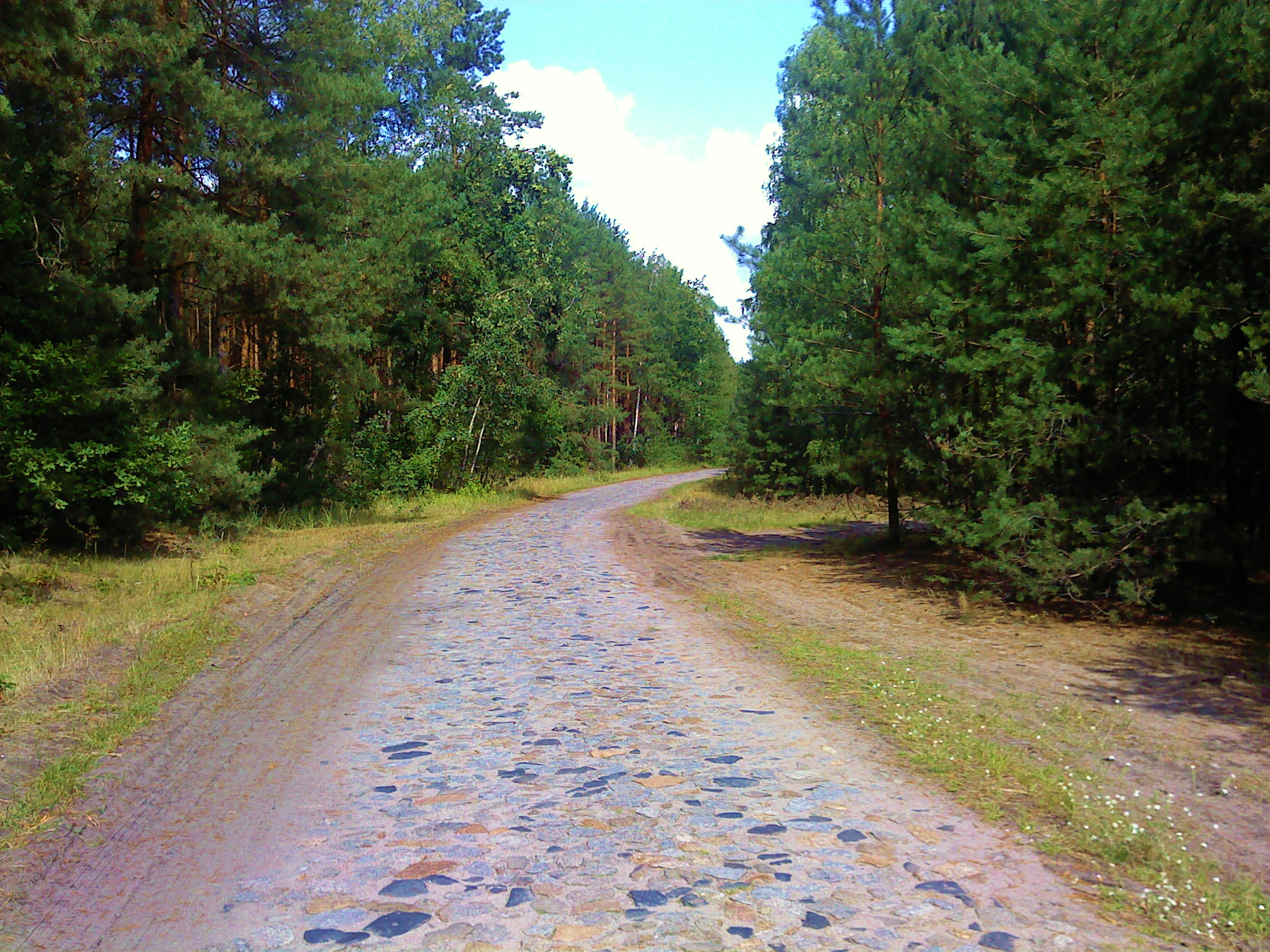
Droga brukowa – Gościniec Warecki

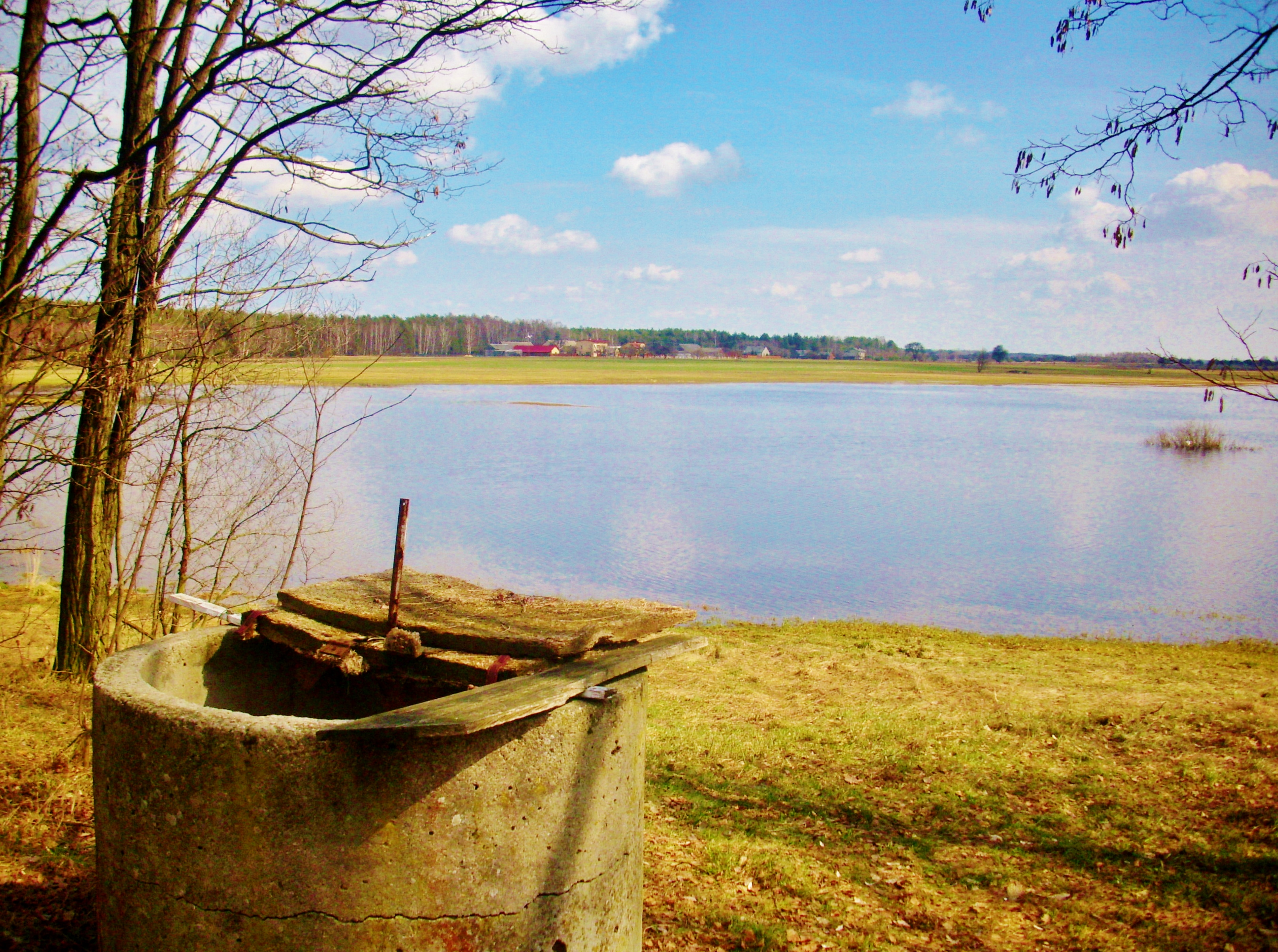
Jezioro Okresowe

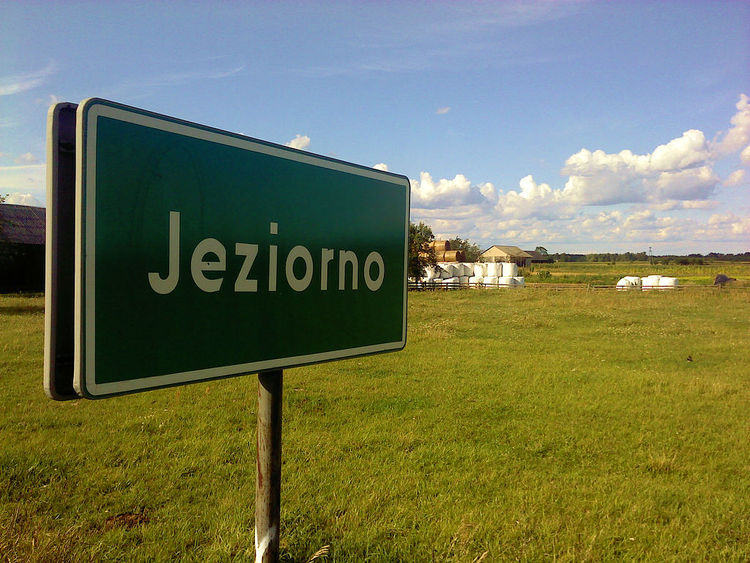
Jeziorno

## Wojna
W trakcie Drugiej Wojny Światowej w puszczy ukrywali się rebelianci i partyzanci. Byli oni atakowani z powietrza bombami lotniczymi, które zostawiły po sobie ogromne zniszczenia widoczne do dziś. W lesie skonało wielu ludzi, pochowano ich w miejscu ich śmierci, lecz po upływie wielu lat miejsca te nie wyróżniają się niczym i nie wiadomo gdzie teraz znajdują się ich mogiły.

## Czas wojny, a Wiara
Tylko dwie wsie należące do parafii Goryńskiej nie dostały rozkazu opuszczenia wiosek. Były to Jeziorno i Bierwce.13 XI 1940 ks. Apolinary Cukrowski, proboszcz parafii Goryń, przeniósł się z miejscowości parafialnej do wsi Jeziorno. Zabrał ze sobą akta parafialne i konieczne paramenty do sprawowania służby Bożej. Już 23 XI 1940 roku, zgodnie ze wskazaniami Rituale Romanum, poświęcił w Jeziornie kaplicę na cześć Trójcy Świętej. [...] W aktach parafialnych zachowała się informacja „Dom jest drewniany, kryty dachówką, wnętrze dosyć duże, niebielone, naturalne drzewo, nie było ani pieca, ani kuchni. Dom oddalony od zabudowań gospodarczych. Wejście osobne do kaplicy – przez ganek przybudówkę”.
W liście z dnia 10 XII 1940 ks. Apolinary Cukrowski napisał: „Kaplica Św. Trójcy spełniła wielką misję w tym kącie. Nie może wraz z przybudówka pomieścić wiernych, którzy przychodzą z pobliskich wsi, sąsiednich parafii Lisowa, Jedlińska, Stromca, a nawet Błotnicy. Do Jeziorna mają 2–3 km, a do swoich kościołów najmniej 6–7 km” (był to czas II wojny światowej). Fragment z książki: „Pół wieku parafii Bierwce”. W Jeziornie znajdują się 3 kapliczki i jeden krzyż w centrum wsi.

## Spółdzielnia „Jeziornianka”
W 1948 roku „Samopomoc Chłopska” mocą postanowień sądowych wchłonęła pięć samodzielnych do tej pory spółdzielni, czyli sklepów: „Pomoc Własną” z Jedlińska, „Lisowiankę” z Lisowa, „Jutrzenkę” z Bartodziejów, „Jeziorniankę” z Jeziorna i „Przyszłość” z Nowych Zawad.
[...] Utworzenie spółdzielni w Jeziornie było najprawdopodobniej także inicjatywą radomskich władz powiatowych, dążących do uruchomienia w tej wsi sklepu. Spółdzielnia zarejestrowana przez władze sądowe wiosną 1947 roku – objęła swą działalnością: Jeziorno, Kruszynę, Bierwce, Wierzchowiny i Czarny Ług. Był to jedyny sklep w tej części gminy. [...]
Sprzedawała Zofia Kaczor.
Fragment z książki Sebastiana Piątkowskiego „Jedlińsk”.

## Karczma
W Jeziornie przy krzyżówce drogi dojazdowej do dzielnicy Wykrętek a Gościńcem Wareckim istniała karczma, w pewnym sensie restauracja. Codziennie wiele osób odwiedzało karczmę, odbywały się w niej zabawy i przyjęcia. Funkcjonowała ona do lat czterdziestych XIX w. Niestety pod koniec II wojny światowej została obrócona w gruzy. Po wojnie działalność nie została wznowiona. Teraz na jej miejscu pozostała niewielka górka po podwyższeniu budynku na której następnie zasadzono las.